# A.C. Tombolo
AC Tombolo là một câu lạc bộ bóng đá Ý đến từ Tombolo, Veneto.

## Lịch sử
Được giới thiệu lại vào năm 1974, từ 1985 đến 1989, đội được chơi ở Serie D. Trong mùa giải 2008-09 Terza Cargetoria, đội đã có hợp đồng, cựu cầu thủ Parma, Inter và Juventus Dino Baggio.

## Mùa Serie D
- 1985-86 Interregionale / C hạng 5
- 1986-87 Interregionale / C hạng 2
- 1987-88 Interregionale / C hạng 10
- 1988-89 Interregionale / C hạng 3

## Màu sắc và huy hiệu
Màu sắc của đội là trắng và đỏ.

## Người chơi
- Sergio Cervato 1946-1947 (đội trẻ)
- Dino Baggio 1976-1984 (đội trẻ), 2008-2009